# Golden Gala 2015
Navigation
Édition précédente
La meeting Golden Gala 2015 se déroule le 4 juin 2015 au Stade olympique de Rome, en Italie. Il s'agit de la quatrième étape de la Ligue de diamant 2015.

## Résultats

### Hommes
| Épreuve           | Vainqueur                          | Second                                    | Troisième                      |
| ----------------- | ---------------------------------- | ----------------------------------------- | ------------------------------ |
| 100 m             | Justin Gatlin 9 s 75 (MR)          | Jimmy Vicaut 9 s 98 (SB)                  | Michael Rodgers 9 s 98         |
| 800 m             | Mohammed Aman 1 min 43 s 56 (WL)   | Nijel Amos 1 min 43 s 80                  | Job Kinyor 1 min 43 s 92       |
| 5 000 m           | Yomif Kejelcha 12 min 58 s 39 (WL) | Paul Kipngetich Tanui 12 min 58 s 69 (PB) | Hagos Gebrhiwet 12 min 58 s 69 |
| 400 m haies       | Johnny Dutch 48 s 13 (SB)          | Michael Tinsley 48 s 34 (SB)              | Javier Culson 48 s 65 (SB)     |
| Saut à la perche  | Renaud Lavillenie 5,91 m           | Thiago Braz da Silva 5,86 m (AR)          | Aleksandr Gripich 5,71 m       |
| Triple saut       | Pedro Pablo Pichardo 17,96 m (MR)  | Alexis Copello 17,15 m (SB)               | Ernesto Revé 16,89 m (SB)      |
| Lancer du poids   | David Storl 21,46 m                | Jordan Clarke 21,28 m (SB)                | Tomáš Staněk 20,64 m (SB)      |
| Lancer du javelot | Vitezslav Vesely 88,14 m (SB)      | Julius Yego 87,71 m (NR)                  | Keshorn Walcott 86,20 m (NR)   |

### Femmes
| Épreuve          | Vainqueur                        | Seconde                              | Troisième                       |
| ---------------- | -------------------------------- | ------------------------------------ | ------------------------------- |
| 200 m            | Jeneba Tarmoh 22 s 77            | Kerron Stewart 22 s 88 (SB)          | Simone Facey 22 s 91            |
| 400 m            | Francena McCorory 50 s 36        | Stephenie-Ann McPherson 50 s 53      | Natasha Hastings 50 s 67 (SB)   |
| 1 500 m          | Jenny Simpson 3 min 58 s 68 (WL) | Sifan Hassan 3 min 59 s 31 (SB)      | Dawit Seyaum 3 min 59 s 76 (SB) |
| 100 m haies      | Sharika Nelvis 12 s 52 (PB)      | Dawn Harper 12 s 59 (SB)             | Tiffany Porter 12 s 69          |
| 3 000 m steeple  | Hyvin Kiyeng 9 min 15 s 08(WL)   | Virginia Nyambura 9 min 15 s 75 (PB) | Hiwot Ayalew 9 min 16 s 87 (SB) |
| Saut en longueur | Darya Klishina 6,89 m (SB)       | Shara Proctor 6,85 m                 | Sosthene Moguenara 6,80 m (SB)  |
| Saut en hauteur  | Ruth Beitia 2,00 m (WL)          | Blanka Vlašić 1,97 m (SB)            | Kamila Lićwinko 1,97 m (=SB)    |
| Lancer du disque | Sandra Perković 67,92 m          | Dani Samuels 65,47 m                 | Yaime Pérez 65,30 m             |

## Légende
Records et Performances
- AR : Record continental (area record)
- CR : Record des championnats (championship record)
- MR : Record du meeting (meet record)
- NR : Record national (national record)
- OR : Record olympique (olympic record)
- PR : Record paralympique (paralympic record)
- PB : Record personnel (personal best)
- SB : Meilleure performance personnelle de la saison (season's best)
- WL : Meilleure performance mondiale de l'année (world leader)
- WJR : Record du monde junior (world junior record)
- WR : Record du monde (world record)

Circonstances et Conditions
- DNF : N'a pas terminé (did not finish)
- DNS : N'a pas pris le départ (did not start)
- DQ : Disqualification (disqualification)
- NM : Aucun essai valable enregistré (No Mark)
- Q : Qualifié « directement » au prochain tour (ou à la prochaine compétition), lors d'une compétition majeure, grâce au classement ou à la réalisation des minima (automatic qualifier)
- q : Qualifié au prochain tour (ou à la prochaine compétition), lors d'une compétition majeure, grâce au repêchage ou à la réalisation de l'une des meilleures performances parmi celles des « non qualifiés directement » (grâce au meilleur temps ou à la meilleure distance par exemple) (secondary qualifier)